# Silvermont
Silvermont és una microarquitectura per a processadors de la marca Atom, Celeron i Pentium de baixa potència que s'utilitzen en sistemes en xip (SoC) fabricats per Intel. Silvermont constitueix la base per a un total de quatre famílies de SoC:
- Merrifield i Moorefield – SoC de consum destinats a telèfons intel·ligents
- Sender de la badia – SoCs de consum destinats a tauletes, dispositius híbrids, netbooks, netops i sistemes integrats /automòbils
- Avoton – SoCs per a microservidors i dispositius d'emmagatzematge
- Rangeley – SoC orientats a la infraestructura de xarxes i comunicacions.

Silvermont és el successor del Bonnell, utilitzant un procés de 22 nm més nou (anteriorment introduït amb Ivy Bridge) i una nova microarquitectura, que substitueix l'Hyper Threading per una execució fora d'ordre.
Silvermont es va anunciar als mitjans de comunicació el 6 de maig de 2013 a la seu d'Intel a Santa Clara, Califòrnia. Intel havia dit repetidament que els primers dispositius Bay Trail estarien disponibles durant el període de vacances de 2013, mentre que les diapositives filtrades mostraven que la finestra de llançament de Bay Trail-T del 28 d'agost al 13 de setembre de 2013. Tant Avoton com Rangeley es van anunciar com a disponibles a la segona meitat del 2013. Els primers dispositius Merrifield es van anunciar l'1H14.
Segons el model Tick-tock, Airmont és el 14 nm die shrink de Silvermont, llançat a principis de 2015 i vist per primera vegada a l'Atom x7-Z8700 tal com s'utilitza a Microsoft Surface 3. La microarquitectura Airmont inclou les següents famílies de SoC:
- Braswell – SoCs de consum destinats a ordinadors
- Ruta de les cireres – SoCs de consum destinats a tauletes.

També s'han utilitzat nuclis basats en Silvermont, modificats, en la iteració Knight's Landing dels xips Xeon Phi HPC d'Intel.

## Disseny
Silvermont va ser el primer processador Atom que presentava una arquitectura fora de servei.

## Tecnologia
- Procés de fabricació de 22nm basat en transistors tri-gate 3D.
- Arquitectura de sistema sobre xip.
- Xips de consum fins a quatre nuclis, xips de classe empresarial de fins a vuit nuclis.
- Admet el conjunt d'instruccions SSE4.2.
- Gràfics Intel HD Gen 7 amb compatibilitat amb DirectX 11, OpenGL 4.0 i OpenCL 1.1. OpenGL 4.0 és compatible amb 10.18.10.5161 WHQL i controladors posteriors. A Android, els gràfics Silvermont tenen la certificació OpenGL ES 3.1.
- Processadors d'escriptori de 10 W TDP.
- Processadors mòbils de 4.5 i 7.5 W TDP.
- Servidor i processadors de comunicacions de 20 W TDP.